# (27249) 1999 WO8
1999 دابليو أو 8 (ويعرف أيضًا باسم (27249) 1999 دابليو أو 8 وفق تسمية الكوكب الصغير) (بالإنجليزية: 1999 WO8)‏ هو كويكب ضمن حزام الكويكبات؛ وترتيبه 27249 من حيث الاكتشاف.
اكتُشف هذا الجُرم الفلكي بواسطة Stefano Sposetti ‏ في 28 نوفمبر 1999.

## وصلات خارجية
- (27249) 1999 WO8 في قاعدة بيانات مختبر الدفع النفاث لأجرام النظام الشمسي الصغيرة

- الاكتشاف · مخطط المدار ·  العناصر المدارية · المعلمات المادية

- (27249) 1999 WO8 على موقع ويكي سكاي: DSS2, SDSS, GALEX, IRAS, Hydrogen α, X-Ray, Astrophoto, Sky Map, Articles and images